# Église Sainte-Marguerite de Sainte-Marguerite-des-Loges
Pour les articles homonymes, voir Église Sainte-Marguerite.
L'église Sainte-Marguerite est une église catholique située à Sainte-Marguerite-des-Loges, en France.

## Localisation
L'église est située dans le département français du Calvados, dans le petit bourg de Sainte-Marguerite-des-Loges.

## Architecture
L'édifice est inscrit au titre des monuments historiques depuis le 17 mai 1933.